# Działania operacyjne
Działania operacyjne – działania zgrupowań wojsk podejmowane dla realizacji celu strategicznego podczas pokoju, kryzysu i wojny. Działania te prowadzone są przez związki operacyjne, a w określonych warunkach również przez związki taktyczne. To całokształt walk i bitew prowadzonych według określonego zamiaru dowódcy do osiągnięcia celu operacji (bitwy). 

## Podział działań operacyjnych
Do działań operacyjnych zalicza się:
- pogotowie operacyjne
- przegrupowanie operacyjne
- wojskowe operacje pokojowe.